# Hậu Yên

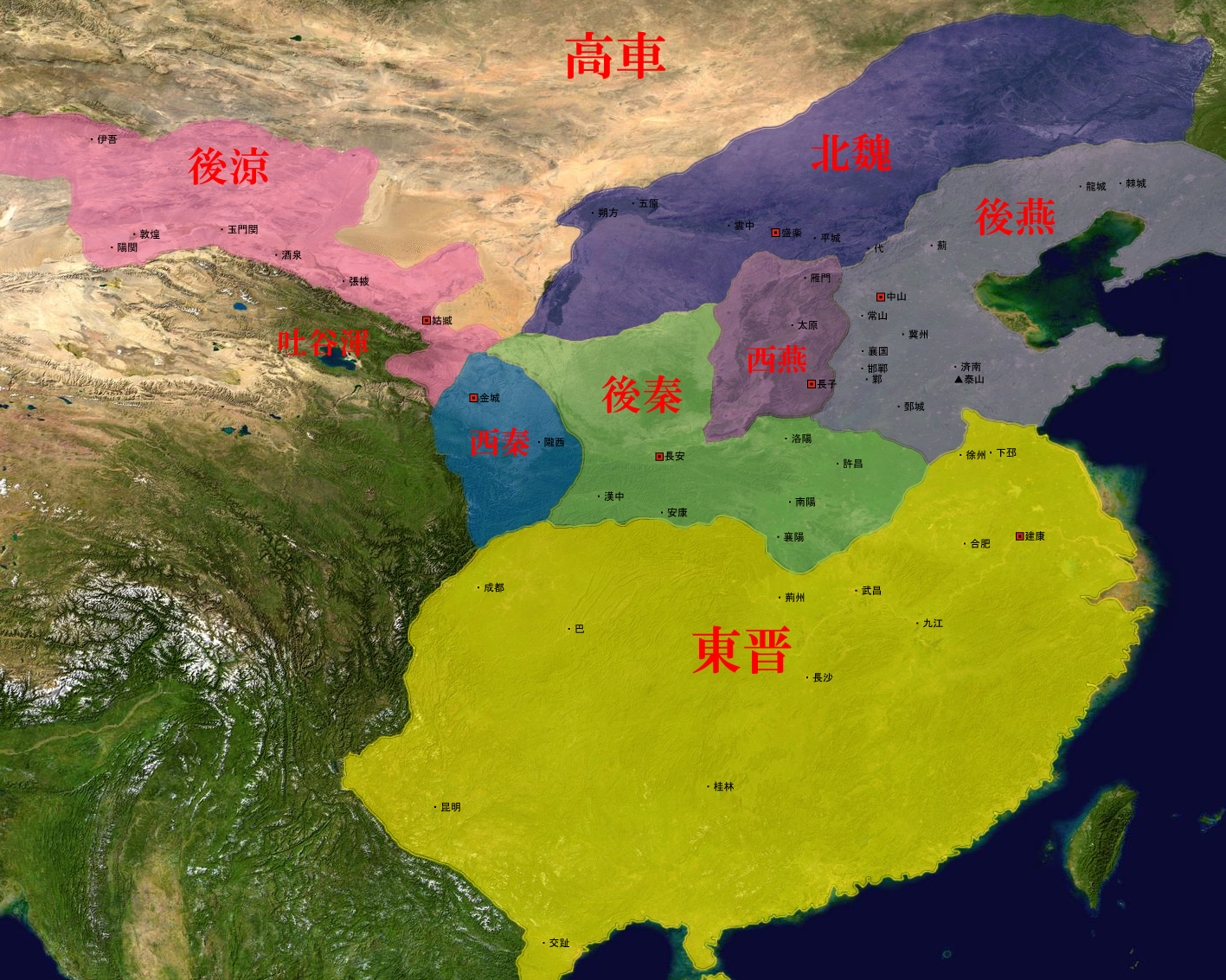
Thời kỳ 386-394
Hậu Yên
Đông Tấn
Bắc Ngụy
Tây Yên
Hậu Tần
Tây Tần
Hậu Lương

Hậu Yên (384 – 409) do Mộ Dung Thùy chiếm Liêu Hà thành lập nhà Hậu Yên. Năm 384 (Yên Nguyên nguyên niên, Hậu Yên), quý tộc Mộ Dung Thùy của Tiền Yên tự xưng Yên Vương, định đô ở Trung Sơn (Định Huyện, Hà Bắc) sử gọi là Hậu Yên.

## Lịch sử
Mộ Dung Thùy (326-396) là con út của Mộ Dung Hoảng, khai quốc Hoàng đế Tiền Yên. Năm 344, nhờ có công đánh thắng tộc Vũ Văn nên Thùy được phong làm Độ Hương Hầu. Năm 354, lại được phong Ngô Vương và được phái đi trấn thủ Bình Châu (Đông Liêu Ninh). Vì không được vua Yên lúc đó là Mộ Dung Vĩ sử dụng nên Thùy chạy sang hàng Tiền Tần, được Phù Kiên dùng làm tướng.
Khi Tiền Yên bị Tiền Tần tiêu diệt, bèn quy phụ Phù Kiên (Vua Tiền Tần), được phong làm Bân Đô Hầu, theo Phù Kiên đi đánh Tấn. Khi quân Tần tan rã trở về, Thùy cầm một cánh quân rút lui rất kỷ luật nên hầu như không bị thiệt hại và giao lại quân cho Phù Kiên. Nhân lúc được Phù Kiên sai mang binh đi cứu Nghiệp Thành (năm 384), bèn phản Tiền Tần, chiếm cứ Hà Bắc. Được những người thân Yên cũ ủng hộ, Thùy có trong tay lực lượng khá mạnh, tự xưng Đại tướng quân, Đại đô đốc, rồi Yên Vương, nhanh chóng phát triển nước Hậu Yên thành nước lớn ở Bắc Hoàng Hà và Đông Thái Hàng, đóng đô ở Trung Sơn, lập chính quyền Hậu Yên, đến năm 386 thì xưng Đế.

## Phát triển thế lực
Dựng nước không lâu, Hậu Yên đánh chiếm Nghiệp Thành do Ai Bình Đế Phù Phi (con Phù Kiên) cố thủ và tiêu được diệt thế lực nhà Tiền Tần ở Quan Đông. Đến năm 392, Hậu Yên diệt luôn nước Ngụy do Đinh Linh Địch Chiêu dựng lên ở Hà Nam, chiếm được 7 quận và 3 vạn dân. Trước đó, năm 388, tất cả các tôn thất Tiền Yên, con cháu Mộ Dung Tuấn và Mộ Dung Thùy đều bị Vua Tây Yên Mộ Dung Vĩnh xử tử. Mộ Dung Thùy không muốn tộc Mộ Dung bị chia rẽ, bèn mang quân đánh Tây Yên. Năm 394, Mộ Dung Thùy giết được Mộ Dung Vĩnh, diệt Tây Yên, khôi phục bản đồ từ thời Tiền Yên. Hậu Yên trở thành quốc gia mạnh nhất vùng Trung Nguyên.
Năm 395 (niên hiệu Kiến Hưng thứ 10), Hậu Yên cử 9 vạn quân đánh Bắc Ngụy, nhưng đại bại, bị chết hàng chục nghìn quân. Khoảng 4, 5 vạn quân đầu hàng bị Bắc Ngụy chôn sống toàn bộ.
Về cơ bản, Hậu Tần và Hậu Yên đóng ở vị trí như Tiền Tần và Tiền Yên trước đây.

## Bắc Ngụy tấn công
Tuy nhiên, cục diện đó lập tức bị phá vỡ. Nước Ngụy của Thác Bạt Khuê nhanh chóng lớn mạnh, cất quân Nam tiến, đánh Hậu Yên. Quân Yên không chống nổi, Thái tử Mộ Dung Bảo liên tục thua trận. Mộ Dung Thùy phải tự tay cầm quân tạm đẩy lui được quân Nguỵ, nhưng không lâu sau thì già yếu mà mất (396).
Kể từ đó, Hậu Yên suy yếu, con Mộ Dung Thùy là Mộ Dung Bảo (355-398) nối ngôi, đế hiệu là Huệ Mẫn Đế. Vì hạ lệnh kiểm soát hộ khẩu nên bị phần tử thượng tầng tộc Tiên Ti và tộc Hán phản kháng. Mộ Dung Bảo lên ngôi trong cảnh ngoại xâm nội loạn. Tháng 3/397, một người em là Mộ Dung Lân làm phản. Quân Ngụy lại Nam tiến, lấy đất Hậu Yên như tằm ăn lá dâu. Vùng Hà Nam, Hà Bắc bị quân Ngụy chiếm, công phá Kinh đô Trung Sơn. Mộ Dung Bảo phải tháo chạy lên phương Bắc đến Long Thành (Triêu Dương, Liêu Ninh) rồi lập đô ở đó, sai Khai Phong Công Mộ Dung Tường giữ Trung Sơn. Đến tháng 4/398, Mộ Dung Bảo bị Thượng thư Lan Hãn nổi loạn giết chết.

## Suy vong
Hậu Yên rút lên phía bắc, chỉ bao gồm đất của nước Yên cổ thời Chiến Quốc xưa kia. Cùng lúc đó, nội bộ Hậu Yên lại xảy ra tranh đoạt, chém giết lẫn nhau, khiến liên tiếp chỉ trong chưa đầy 10 năm, các vua Mộ Dung Bảo (398), Mộ Dung Thịnh (401), Mộ Dung Hy (407) đều bị giết.
Mộ Dung Tường (?-397) là Vương thất Hậu Yên, được Mộ Dung Bảo sai cố thủ Trung Sơn, chống giữ Bắc Ngụy. Tháng 5/397, sau khi Mộ Dung Bảo chạy lên phía bắc, Bắc Ngụy rút quân, Mộ Dung Tường tự xưng Hoàng đế. Ở ngôi được 2 tháng thì bị Triệu Vương Mộ Dung Lân đột nhập Trung Sơn, giết chết.
Triệu Vương Mộ Dung Lân (?-398) là con Mộ Dung Thùy, giết Mộ Dung Tường, tự xưng Hoàng đế ngay khi người anh Mộ Dung Bảo còn sống.
Thời kỳ này, Hậu Yên có 2 vua, Huệ Mẫn Đế Mộ Dung Bảo đóng ở Long Thành và Mộ Dung Lân đóng ở Trung Sơn. Tháng 10/397, Bắc Nguỵ một lần nữa công phá Trung Sơn. Mộ Dung Lân phải tháo chạy về Nghiệp Thành nương nhờ người chú Phạm Dương Vương Mộ Dung Đức. Mộ Dung Lân bàn với Mộ Dung Đức rút về Hoạt Đài (An Dương, Hà Nam). Mộ Dung Đức đồng ý và cho di dân đến Hoạt Đài. Tháng 1/398 thì bị Mộ Dung Đức bức tử.
Chiêu Vũ Đế Mộ Dung Thịnh: con Mộ Dung Bảo. Sau Sự biến Lan Hãn, Mộ Dung Thịnh (373-401) tập hợp tâm phúc dẹp loạn, tháng 7/398 giết chết được Lan Hãn và đồng đảng, xưng Trường Lạc Vương; tháng 10 lên ngôi tại Long Thành. Tính tình hung hãn tàn bạo, bị mọi người oán giận. Năm 400 bỏ đế hiệu, xưng là Yên Dân Thiên Vương. Năm 401, bị một tay chân là Xạ Thương làm phản đâm chết.

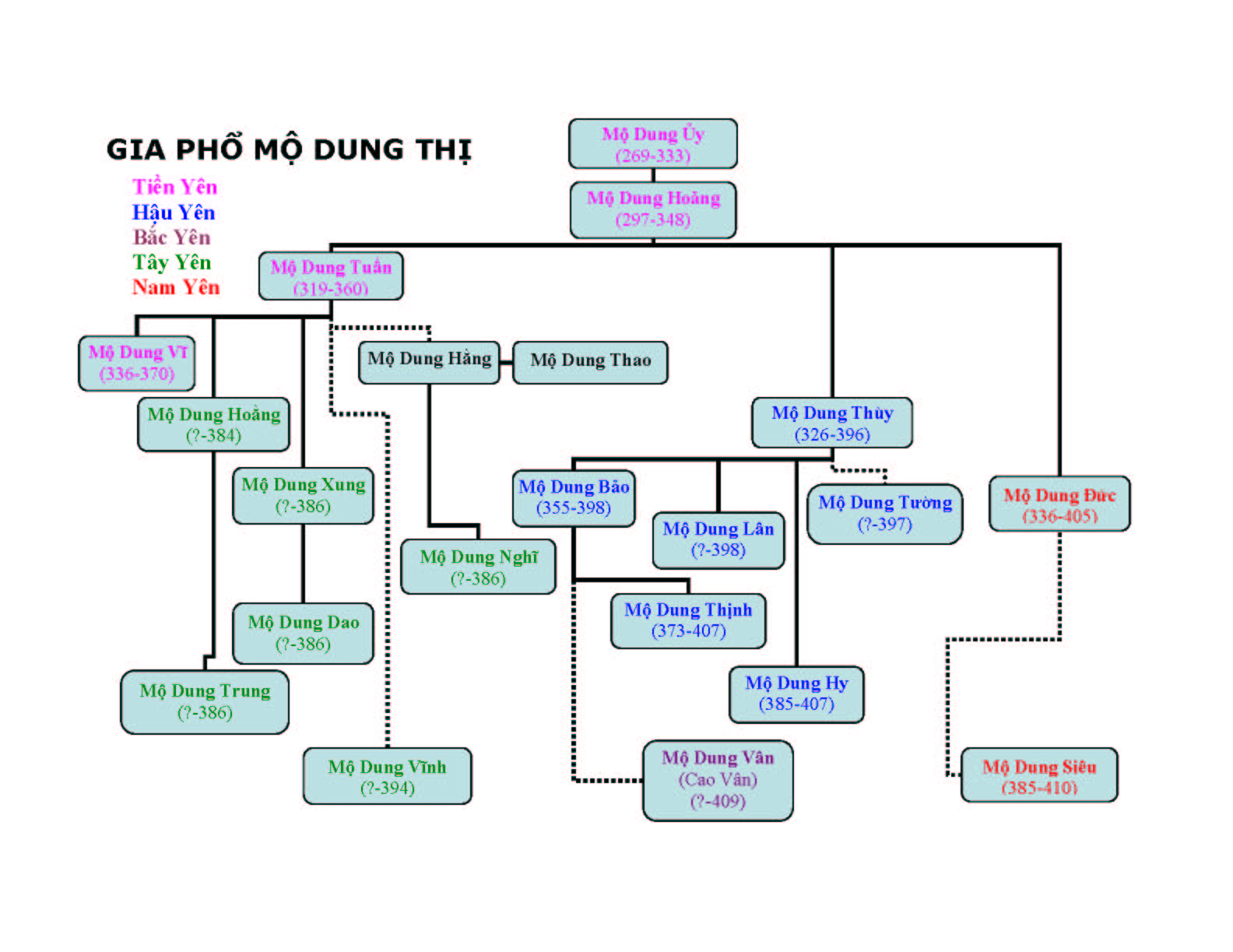
Mối liên hệ của các triều Yên quốc Mộ Dung

Chiêu Văn Đế Mộ Dung Hy (385-407) là con Mộ Dung Thùy, được phong Hà Gian Vương năm 393, được Đinh Hoàng hậu của Chiêu Vũ Đế Mộ Dung Thịnh đưa lên ngôi, tính tình hoang dâm, vô sỉ, sủng ái Phù Hoàng hậu, nền thống trị thối nát, không màng đến sự sống chết của bá tánh và quân sĩ, nhân dân muốn làm loạn. Mộ Dung Hy cho tiến hành xây dựng các công trình lớn. Năm 403 cho xây cung Long thành trong vườn thượng uyển, có chiều dài 4 dặm vuông, dài 1 dặm, cao 57 mét, huy động hơn 2 vạn nhân công. Đến mùa hè năm 404 lại xây tiếp cung Tiêu Diêu với hàng trăm phòng, người làm việc không được nghỉ, phân nửa số nhân công chết vì nóng và kiệt sức. Ngoài ra các thú vui tiêu khiển như nuôi hổ và chó sói của Mộ Dung Hy cũng làm 5000 người thiệt mạng.
Tháng 7/407, trong lúc đưa tang Phù Hoàng hậu, các tướng Cấm quân là Phùng Bạt và Trương Hưng phò tá Mộ Dung Vân, đánh chiếm Hoàng cung, giết chết Mộ Dung Hy. Hậu Yên bị diệt vong tồn tại 24 năm.

## Các vua Hậu Yên
|                                           |                                           |                                           |                                           |                                           |                                           |  |  |                                                      |                                                      |                                                      |                                                      |                                                      |                                                      |  |  |                                           |                                           |                                           |                                           |                                           |                                           | nhận nuôi |  |                                      |                                      |                                      |                                      |                                      |                                      |  |  |                                                       |                                                       |                                                       |                                                       |                                                       |                                                       |  |  |                                     |                                     |                                     |                                     |                                     |                                     |  |  |                                                   |                                           |                                           |                                           |                                           |                                           |  |  |                                              |                                              |                                              |                                              |                                              |                                              |  |  |                                   |                                   |                                   |                                   |                                   |                                   |  |  |                                          |                                          |                                          |                                          |                                          |                                          |  |  |                                             |                                             |                                             |                                             |                                             |                                             |  |  |                                        |                                        |                                        |                                        |                                        |                                        |  |  |  |  |  |  |  |  |  |  |  |  |  |  |  |  |  |  |  |  |  |  |  |  |  |  |
|                                           |                                           |                                           |                                           |                                           |                                           |  |  |                                                      |                                                      |                                                      |                                                      |                                                      |                                                      |  |  |                                           |                                           |                                           |                                           |                                           |                                           |           |  |                                      |                                      |                                      |                                      |                                      |                                      |  |  | Mạc Hộ Bạt ?-220-245                                  |                                                       |                                                       |                                                       |                                                       |                                                       |  |  |                                     |                                     |                                     |                                     |                                     |                                     |  |  |                                                   |                                           |                                           |                                           |                                           |                                           |  |  |                                              |                                              |                                              |                                              |                                              |                                              |  |  |                                   |                                   |                                   |                                   |                                   |                                   |  |  |                                          |                                          |                                          |                                          |                                          |                                          |  |  |                                             |                                             |                                             |                                             |                                             |                                             |  |  |                                        |                                        |                                        |                                        |                                        |                                        |  |  |  |  |  |  |  |  |  |  |  |  |  |  |  |  |  |  |  |  |  |  |  |  |  |  |
|                                           |                                           |                                           |                                           |                                           |                                           |  |  |                                                      |                                                      |                                                      |                                                      |                                                      |                                                      |  |  |                                           |                                           |                                           |                                           |                                           |                                           |           |  |                                      |                                      |                                      |                                      |                                      |                                      |  |  |                                                       |                                                       |                                                       |                                                       |                                                       |                                                       |  |  |                                     |                                     |                                     |                                     |                                     |                                     |  |  |                                                   |                                           |                                           |                                           |                                           |                                           |  |  |                                              |                                              |                                              |                                              |                                              |                                              |  |  |                                   |                                   |                                   |                                   |                                   |                                   |  |  |                                          |                                          |                                          |                                          |                                          |                                          |  |  |                                             |                                             |                                             |                                             |                                             |                                             |  |  |                                        |                                        |                                        |                                        |                                        |                                        |  |  |  |  |  |  |  |  |  |  |  |  |  |  |  |  |  |  |  |  |  |  |  |  |  |  |
|                                           |                                           |                                           |                                           |                                           |                                           |  |  |                                                      |                                                      |                                                      |                                                      |                                                      |                                                      |  |  |                                           |                                           |                                           |                                           |                                           |                                           |           |  |                                      |                                      |                                      |                                      |                                      |                                      |  |  | Mộ Dung Mộc Diên ?-245-271                            |                                                       |                                                       |                                                       |                                                       |                                                       |  |  |                                     |                                     |                                     |                                     |                                     |                                     |  |  |                                                   |                                           |                                           |                                           |                                           |                                           |  |  |                                              |                                              |                                              |                                              |                                              |                                              |  |  |                                   |                                   |                                   |                                   |                                   |                                   |  |  |                                          |                                          |                                          |                                          |                                          |                                          |  |  |                                             |                                             |                                             |                                             |                                             |                                             |  |  |                                        |                                        |                                        |                                        |                                        |                                        |  |  |  |  |  |  |  |  |  |  |  |  |  |  |  |  |  |  |  |  |  |  |  |  |  |  |
|                                           |                                           |                                           |                                           |                                           |                                           |  |  |                                                      |                                                      |                                                      |                                                      |                                                      |                                                      |  |  |                                           |                                           |                                           |                                           |                                           |                                           |           |  |                                      |                                      |                                      |                                      |                                      |                                      |  |  |                                                       |                                                       |                                                       |                                                       |                                                       |                                                       |  |  |                                     |                                     |                                     |                                     |                                     |                                     |  |  |                                                   |                                           |                                           |                                           |                                           |                                           |  |  |                                              |                                              |                                              |                                              |                                              |                                              |  |  |                                   |                                   |                                   |                                   |                                   |                                   |  |  |                                          |                                          |                                          |                                          |                                          |                                          |  |  |                                             |                                             |                                             |                                             |                                             |                                             |  |  |                                        |                                        |                                        |                                        |                                        |                                        |  |  |  |  |  |  |  |  |  |  |  |  |  |  |  |  |  |  |  |  |  |  |  |  |  |  |
|                                           |                                           |                                           |                                           |                                           |                                           |  |  |                                                      |                                                      |                                                      |                                                      |                                                      |                                                      |  |  |                                           |                                           |                                           |                                           |                                           |                                           |           |  |                                      |                                      |                                      |                                      |                                      |                                      |  |  |                                                       |                                                       |                                                       |                                                       |                                                       |                                                       |  |  |                                     |                                     |                                     |                                     |                                     |                                     |  |  |                                                   |                                           |                                           |                                           |                                           |                                           |  |  |                                              |                                              |                                              |                                              |                                              |                                              |  |  |                                   |                                   |                                   |                                   |                                   |                                   |  |  |                                          |                                          |                                          |                                          |                                          |                                          |  |  |                                             |                                             |                                             |                                             |                                             |                                             |  |  |                                        |                                        |                                        |                                        |                                        |                                        |  |  |  |  |  |  |  |  |  |  |  |  |  |  |  |  |  |  |  |  |  |  |  |  |  |  |
|                                           |                                           |                                           |                                           |                                           |                                           |  |  |                                                      |                                                      |                                                      |                                                      |                                                      |                                                      |  |  |                                           |                                           |                                           |                                           |                                           |                                           |           |  |                                      |                                      |                                      |                                      |                                      |                                      |  |  | Mộ Dung Thiệp Quy ?-271-283                           | Mộ Dung Thiệp Quy ?-271-283                           | Mộ Dung Thiệp Quy ?-271-283                           | Mộ Dung Thiệp Quy ?-271-283                           | Mộ Dung Thiệp Quy ?-271-283                           | Mộ Dung Thiệp Quy ?-271-283                           |  |  | Mộ Dung San ?-283-285               | Mộ Dung San ?-283-285               | Mộ Dung San ?-283-285               | Mộ Dung San ?-283-285               | Mộ Dung San ?-283-285               | Mộ Dung San ?-283-285               |  |  |                                                   |                                           |                                           |                                           |                                           |                                           |  |  |                                              |                                              |                                              |                                              |                                              |                                              |  |  |                                   |                                   |                                   |                                   |                                   |                                   |  |  |                                          |                                          |                                          |                                          |                                          |                                          |  |  |                                             |                                             |                                             |                                             |                                             |                                             |  |  |                                        |                                        |                                        |                                        |                                        |                                        |  |  |  |  |  |  |  |  |  |  |  |  |  |  |  |  |  |  |  |  |  |  |  |  |  |  |
|                                           |                                           |                                           |                                           |                                           |                                           |  |  |                                                      |                                                      |                                                      |                                                      |                                                      |                                                      |  |  |                                           |                                           |                                           |                                           |                                           |                                           |           |  |                                      |                                      |                                      |                                      |                                      |                                      |  |  | Mộ Dung Thiệp Quy ?-271-283                           | Mộ Dung Thiệp Quy ?-271-283                           | Mộ Dung Thiệp Quy ?-271-283                           | Mộ Dung Thiệp Quy ?-271-283                           | Mộ Dung Thiệp Quy ?-271-283                           | Mộ Dung Thiệp Quy ?-271-283                           |  |  | Mộ Dung San ?-283-285               | Mộ Dung San ?-283-285               | Mộ Dung San ?-283-285               | Mộ Dung San ?-283-285               | Mộ Dung San ?-283-285               | Mộ Dung San ?-283-285               |  |  |                                                   |                                           |                                           |                                           |                                           |                                           |  |  |                                              |                                              |                                              |                                              |                                              |                                              |  |  |                                   |                                   |                                   |                                   |                                   |                                   |  |  |                                          |                                          |                                          |                                          |                                          |                                          |  |  |                                             |                                             |                                             |                                             |                                             |                                             |  |  |                                        |                                        |                                        |                                        |                                        |                                        |  |  |  |  |  |  |  |  |  |  |  |  |  |  |  |  |  |  |  |  |  |  |  |  |  |  |
|                                           |                                           |                                           |                                           |                                           |                                           |  |  |                                                      |                                                      |                                                      |                                                      |                                                      |                                                      |  |  |                                           |                                           |                                           |                                           |                                           |                                           |           |  |                                      |                                      |                                      |                                      |                                      |                                      |  |  |                                                       |                                                       |                                                       |                                                       |                                                       |                                                       |  |  |                                     |                                     |                                     |                                     |                                     |                                     |  |  |                                                   |                                           |                                           |                                           |                                           |                                           |  |  |                                              |                                              |                                              |                                              |                                              |                                              |  |  |                                   |                                   |                                   |                                   |                                   |                                   |  |  |                                          |                                          |                                          |                                          |                                          |                                          |  |  |                                             |                                             |                                             |                                             |                                             |                                             |  |  |                                        |                                        |                                        |                                        |                                        |                                        |  |  |  |  |  |  |  |  |  |  |  |  |  |  |  |  |  |  |  |  |  |  |  |  |  |  |
|                                           |                                           |                                           |                                           |                                           |                                           |  |  |                                                      |                                                      |                                                      |                                                      |                                                      |                                                      |  |  |                                           |                                           |                                           |                                           |                                           |                                           |           |  | Mộ Dung Thổ Dục Hồn ?-k.317          | Mộ Dung Thổ Dục Hồn ?-k.317          | Mộ Dung Thổ Dục Hồn ?-k.317          | Mộ Dung Thổ Dục Hồn ?-k.317          | Mộ Dung Thổ Dục Hồn ?-k.317          | Mộ Dung Thổ Dục Hồn ?-k.317          |  |  | Yên Vũ Tuyên Đế Mộ Dung Hối 269-307-333               | Yên Vũ Tuyên Đế Mộ Dung Hối 269-307-333               | Yên Vũ Tuyên Đế Mộ Dung Hối 269-307-333               | Yên Vũ Tuyên Đế Mộ Dung Hối 269-307-333               | Yên Vũ Tuyên Đế Mộ Dung Hối 269-307-333               | Yên Vũ Tuyên Đế Mộ Dung Hối 269-307-333               |  |  |                                     |                                     |                                     |                                     |                                     |                                     |  |  |                                                   |                                           |                                           |                                           |                                           |                                           |  |  |                                              |                                              |                                              |                                              |                                              |                                              |  |  |                                   |                                   |                                   |                                   |                                   |                                   |  |  |                                          |                                          |                                          |                                          |                                          |                                          |  |  |                                             |                                             |                                             |                                             |                                             |                                             |  |  | Tây Bình công Mộ Dung Vận              | Tây Bình công Mộ Dung Vận              | Tây Bình công Mộ Dung Vận              | Tây Bình công Mộ Dung Vận              | Tây Bình công Mộ Dung Vận              | Tây Bình công Mộ Dung Vận              |  |  |  |  |  |  |  |  |  |  |  |  |  |  |  |  |  |  |  |  |  |  |  |  |  |  |
|                                           |                                           |                                           |                                           |                                           |                                           |  |  |                                                      |                                                      |                                                      |                                                      |                                                      |                                                      |  |  |                                           |                                           |                                           |                                           |                                           |                                           |           |  | Mộ Dung Thổ Dục Hồn ?-k.317          | Mộ Dung Thổ Dục Hồn ?-k.317          | Mộ Dung Thổ Dục Hồn ?-k.317          | Mộ Dung Thổ Dục Hồn ?-k.317          | Mộ Dung Thổ Dục Hồn ?-k.317          | Mộ Dung Thổ Dục Hồn ?-k.317          |  |  | Yên Vũ Tuyên Đế Mộ Dung Hối 269-307-333               | Yên Vũ Tuyên Đế Mộ Dung Hối 269-307-333               | Yên Vũ Tuyên Đế Mộ Dung Hối 269-307-333               | Yên Vũ Tuyên Đế Mộ Dung Hối 269-307-333               | Yên Vũ Tuyên Đế Mộ Dung Hối 269-307-333               | Yên Vũ Tuyên Đế Mộ Dung Hối 269-307-333               |  |  |                                     |                                     |                                     |                                     |                                     |                                     |  |  |                                                   |                                           |                                           |                                           |                                           |                                           |  |  |                                              |                                              |                                              |                                              |                                              |                                              |  |  |                                   |                                   |                                   |                                   |                                   |                                   |  |  |                                          |                                          |                                          |                                          |                                          |                                          |  |  |                                             |                                             |                                             |                                             |                                             |                                             |  |  | Tây Bình công Mộ Dung Vận              | Tây Bình công Mộ Dung Vận              | Tây Bình công Mộ Dung Vận              | Tây Bình công Mộ Dung Vận              | Tây Bình công Mộ Dung Vận              | Tây Bình công Mộ Dung Vận              |  |  |  |  |  |  |  |  |  |  |  |  |  |  |  |  |  |  |  |  |  |  |  |  |  |  |
|                                           |                                           |                                           |                                           |                                           |                                           |  |  |                                                      |                                                      |                                                      |                                                      |                                                      |                                                      |  |  |                                           |                                           |                                           |                                           |                                           |                                           |           |  |                                      |                                      |                                      |                                      |                                      |                                      |  |  | 1(Tiền) Yên Văn Minh Đế Mộ Dung Hoảng 297-333-307-348 | 1(Tiền) Yên Văn Minh Đế Mộ Dung Hoảng 297-333-307-348 | 1(Tiền) Yên Văn Minh Đế Mộ Dung Hoảng 297-333-307-348 | 1(Tiền) Yên Văn Minh Đế Mộ Dung Hoảng 297-333-307-348 | 1(Tiền) Yên Văn Minh Đế Mộ Dung Hoảng 297-333-307-348 | 1(Tiền) Yên Văn Minh Đế Mộ Dung Hoảng 297-333-307-348 |  |  |                                     |                                     |                                     |                                     |                                     |                                     |  |  |                                                   |                                           |                                           |                                           |                                           |                                           |  |  |                                              |                                              |                                              |                                              |                                              |                                              |  |  |                                   |                                   |                                   |                                   |                                   |                                   |  |  |                                          |                                          |                                          |                                          |                                          |                                          |  |  |                                             |                                             |                                             |                                             |                                             |                                             |  |  | □                                      | □                                      | □                                      | □                                      | □                                      | □                                      |  |  |  |  |  |  |  |  |  |  |  |  |  |  |  |  |  |  |  |  |  |  |  |  |  |  |
|                                           |                                           |                                           |                                           |                                           |                                           |  |  |                                                      |                                                      |                                                      |                                                      |                                                      |                                                      |  |  |                                           |                                           |                                           |                                           |                                           |                                           |           |  |                                      |                                      |                                      |                                      |                                      |                                      |  |  | 1(Tiền) Yên Văn Minh Đế Mộ Dung Hoảng 297-333-307-348 | 1(Tiền) Yên Văn Minh Đế Mộ Dung Hoảng 297-333-307-348 | 1(Tiền) Yên Văn Minh Đế Mộ Dung Hoảng 297-333-307-348 | 1(Tiền) Yên Văn Minh Đế Mộ Dung Hoảng 297-333-307-348 | 1(Tiền) Yên Văn Minh Đế Mộ Dung Hoảng 297-333-307-348 | 1(Tiền) Yên Văn Minh Đế Mộ Dung Hoảng 297-333-307-348 |  |  |                                     |                                     |                                     |                                     |                                     |                                     |  |  |                                                   |                                           |                                           |                                           |                                           |                                           |  |  |                                              |                                              |                                              |                                              |                                              |                                              |  |  |                                   |                                   |                                   |                                   |                                   |                                   |  |  |                                          |                                          |                                          |                                          |                                          |                                          |  |  |                                             |                                             |                                             |                                             |                                             |                                             |  |  | □                                      | □                                      | □                                      | □                                      | □                                      | □                                      |  |  |  |  |  |  |  |  |  |  |  |  |  |  |  |  |  |  |  |  |  |  |  |  |  |  |
|                                           |                                           |                                           |                                           |                                           |                                           |  |  |                                                      |                                                      |                                                      |                                                      |                                                      |                                                      |  |  |                                           |                                           |                                           |                                           |                                           |                                           |           |  |                                      |                                      |                                      |                                      |                                      |                                      |  |  |                                                       |                                                       |                                                       |                                                       |                                                       |                                                       |  |  |                                     |                                     |                                     |                                     |                                     |                                     |  |  |                                                   |                                           |                                           |                                           |                                           |                                           |  |  |                                              |                                              |                                              |                                              |                                              |                                              |  |  |                                   |                                   |                                   |                                   |                                   |                                   |  |  |                                          |                                          |                                          |                                          |                                          |                                          |  |  |                                             |                                             |                                             |                                             |                                             |                                             |  |  |                                        |                                        |                                        |                                        |                                        |                                        |  |  |  |  |  |  |  |  |  |  |  |  |  |  |  |  |  |  |  |  |  |  |  |  |  |  |
|                                           |                                           |                                           |                                           |                                           |                                           |  |  | 2Tiền Yên Cảnh Chiêu Đế Mộ Dung Tuấn 319-348-353-360 | 2Tiền Yên Cảnh Chiêu Đế Mộ Dung Tuấn 319-348-353-360 | 2Tiền Yên Cảnh Chiêu Đế Mộ Dung Tuấn 319-348-353-360 | 2Tiền Yên Cảnh Chiêu Đế Mộ Dung Tuấn 319-348-353-360 | 2Tiền Yên Cảnh Chiêu Đế Mộ Dung Tuấn 319-348-353-360 | 2Tiền Yên Cảnh Chiêu Đế Mộ Dung Tuấn 319-348-353-360 |  |  | Thái Nguyên Hoàn Vương Mộ Dung Khác ?-367 | Thái Nguyên Hoàn Vương Mộ Dung Khác ?-367 | Thái Nguyên Hoàn Vương Mộ Dung Khác ?-367 | Thái Nguyên Hoàn Vương Mộ Dung Khác ?-367 | Thái Nguyên Hoàn Vương Mộ Dung Khác ?-367 | Thái Nguyên Hoàn Vương Mộ Dung Khác ?-367 |           |  |                                      |                                      |                                      |                                      |                                      |                                      |  |  | 1Hậu Yên Thành Vũ Đế Mộ Dung Thùy 326-384-396         | 1Hậu Yên Thành Vũ Đế Mộ Dung Thùy 326-384-396         | 1Hậu Yên Thành Vũ Đế Mộ Dung Thùy 326-384-396         | 1Hậu Yên Thành Vũ Đế Mộ Dung Thùy 326-384-396         | 1Hậu Yên Thành Vũ Đế Mộ Dung Thùy 326-384-396         | 1Hậu Yên Thành Vũ Đế Mộ Dung Thùy 326-384-396         |  |  |                                     |                                     |                                     |                                     |                                     |                                     |  |  |                                                   |                                           |                                           |                                           |                                           |                                           |  |  |                                              |                                              |                                              |                                              |                                              |                                              |  |  | Nghi Đô Vương Mộ Dung Hoàn ?-373  | Nghi Đô Vương Mộ Dung Hoàn ?-373  | Nghi Đô Vương Mộ Dung Hoàn ?-373  | Nghi Đô Vương Mộ Dung Hoàn ?-373  | Nghi Đô Vương Mộ Dung Hoàn ?-373  | Nghi Đô Vương Mộ Dung Hoàn ?-373  |  |  | Nam Yên Mục Đế Mộ Dung Nạp ?-385         | Nam Yên Mục Đế Mộ Dung Nạp ?-385         | Nam Yên Mục Đế Mộ Dung Nạp ?-385         | Nam Yên Mục Đế Mộ Dung Nạp ?-385         | Nam Yên Mục Đế Mộ Dung Nạp ?-385         | Nam Yên Mục Đế Mộ Dung Nạp ?-385         |  |  | 1Nam Yên Hiến Vũ Đế Mộ Dung Đức 336-398-405 | 1Nam Yên Hiến Vũ Đế Mộ Dung Đức 336-398-405 | 1Nam Yên Hiến Vũ Đế Mộ Dung Đức 336-398-405 | 1Nam Yên Hiến Vũ Đế Mộ Dung Đức 336-398-405 | 1Nam Yên Hiến Vũ Đế Mộ Dung Đức 336-398-405 | 1Nam Yên Hiến Vũ Đế Mộ Dung Đức 336-398-405 |  |  | 6Tây Yên Mạt Đế Mộ Dung Vĩnh ?-386-394 | 6Tây Yên Mạt Đế Mộ Dung Vĩnh ?-386-394 | 6Tây Yên Mạt Đế Mộ Dung Vĩnh ?-386-394 | 6Tây Yên Mạt Đế Mộ Dung Vĩnh ?-386-394 | 6Tây Yên Mạt Đế Mộ Dung Vĩnh ?-386-394 | 6Tây Yên Mạt Đế Mộ Dung Vĩnh ?-386-394 |  |  |  |  |  |  |  |  |  |  |  |  |  |  |  |  |  |  |  |  |  |  |  |  |  |  |
|                                           |                                           |                                           |                                           |                                           |                                           |  |  | 2Tiền Yên Cảnh Chiêu Đế Mộ Dung Tuấn 319-348-353-360 | 2Tiền Yên Cảnh Chiêu Đế Mộ Dung Tuấn 319-348-353-360 | 2Tiền Yên Cảnh Chiêu Đế Mộ Dung Tuấn 319-348-353-360 | 2Tiền Yên Cảnh Chiêu Đế Mộ Dung Tuấn 319-348-353-360 | 2Tiền Yên Cảnh Chiêu Đế Mộ Dung Tuấn 319-348-353-360 | 2Tiền Yên Cảnh Chiêu Đế Mộ Dung Tuấn 319-348-353-360 |  |  | Thái Nguyên Hoàn Vương Mộ Dung Khác ?-367 | Thái Nguyên Hoàn Vương Mộ Dung Khác ?-367 | Thái Nguyên Hoàn Vương Mộ Dung Khác ?-367 | Thái Nguyên Hoàn Vương Mộ Dung Khác ?-367 | Thái Nguyên Hoàn Vương Mộ Dung Khác ?-367 | Thái Nguyên Hoàn Vương Mộ Dung Khác ?-367 |           |  |                                      |                                      |                                      |                                      |                                      |                                      |  |  | 1Hậu Yên Thành Vũ Đế Mộ Dung Thùy 326-384-396         | 1Hậu Yên Thành Vũ Đế Mộ Dung Thùy 326-384-396         | 1Hậu Yên Thành Vũ Đế Mộ Dung Thùy 326-384-396         | 1Hậu Yên Thành Vũ Đế Mộ Dung Thùy 326-384-396         | 1Hậu Yên Thành Vũ Đế Mộ Dung Thùy 326-384-396         | 1Hậu Yên Thành Vũ Đế Mộ Dung Thùy 326-384-396         |  |  |                                     |                                     |                                     |                                     |                                     |                                     |  |  |                                                   |                                           |                                           |                                           |                                           |                                           |  |  |                                              |                                              |                                              |                                              |                                              |                                              |  |  | Nghi Đô Vương Mộ Dung Hoàn ?-373  | Nghi Đô Vương Mộ Dung Hoàn ?-373  | Nghi Đô Vương Mộ Dung Hoàn ?-373  | Nghi Đô Vương Mộ Dung Hoàn ?-373  | Nghi Đô Vương Mộ Dung Hoàn ?-373  | Nghi Đô Vương Mộ Dung Hoàn ?-373  |  |  | Nam Yên Mục Đế Mộ Dung Nạp ?-385         | Nam Yên Mục Đế Mộ Dung Nạp ?-385         | Nam Yên Mục Đế Mộ Dung Nạp ?-385         | Nam Yên Mục Đế Mộ Dung Nạp ?-385         | Nam Yên Mục Đế Mộ Dung Nạp ?-385         | Nam Yên Mục Đế Mộ Dung Nạp ?-385         |  |  | 1Nam Yên Hiến Vũ Đế Mộ Dung Đức 336-398-405 | 1Nam Yên Hiến Vũ Đế Mộ Dung Đức 336-398-405 | 1Nam Yên Hiến Vũ Đế Mộ Dung Đức 336-398-405 | 1Nam Yên Hiến Vũ Đế Mộ Dung Đức 336-398-405 | 1Nam Yên Hiến Vũ Đế Mộ Dung Đức 336-398-405 | 1Nam Yên Hiến Vũ Đế Mộ Dung Đức 336-398-405 |  |  | 6Tây Yên Mạt Đế Mộ Dung Vĩnh ?-386-394 | 6Tây Yên Mạt Đế Mộ Dung Vĩnh ?-386-394 | 6Tây Yên Mạt Đế Mộ Dung Vĩnh ?-386-394 | 6Tây Yên Mạt Đế Mộ Dung Vĩnh ?-386-394 | 6Tây Yên Mạt Đế Mộ Dung Vĩnh ?-386-394 | 6Tây Yên Mạt Đế Mộ Dung Vĩnh ?-386-394 |  |  |  |  |  |  |  |  |  |  |  |  |  |  |  |  |  |  |  |  |  |  |  |  |  |  |
|                                           |                                           |                                           |                                           |                                           |                                           |  |  |                                                      |                                                      |                                                      |                                                      |                                                      |                                                      |  |  |                                           |                                           |                                           |                                           |                                           |                                           |           |  |                                      |                                      |                                      |                                      |                                      |                                      |  |  |                                                       |                                                       |                                                       |                                                       |                                                       |                                                       |  |  |                                     |                                     |                                     |                                     |                                     |                                     |  |  |                                                   |                                           |                                           |                                           |                                           |                                           |  |  |                                              |                                              |                                              |                                              |                                              |                                              |  |  |                                   |                                   |                                   |                                   |                                   |                                   |  |  |                                          |                                          |                                          |                                          |                                          |                                          |  |  |                                             |                                             |                                             |                                             |                                             |                                             |  |  |                                        |                                        |                                        |                                        |                                        |                                        |  |  |  |  |  |  |  |  |  |  |  |  |  |  |  |  |  |  |  |  |  |  |  |  |  |  |
| 3Tiền Yên U Đế Mộ Dung Vĩ 350-360-370-384 | 3Tiền Yên U Đế Mộ Dung Vĩ 350-360-370-384 | 3Tiền Yên U Đế Mộ Dung Vĩ 350-360-370-384 | 3Tiền Yên U Đế Mộ Dung Vĩ 350-360-370-384 | 3Tiền Yên U Đế Mộ Dung Vĩ 350-360-370-384 | 3Tiền Yên U Đế Mộ Dung Vĩ 350-360-370-384 |  |  | 1Tây Yên Tế Bắc Vương Mộ Dung Hoằng ?-384            | 1Tây Yên Tế Bắc Vương Mộ Dung Hoằng ?-384            | 1Tây Yên Tế Bắc Vương Mộ Dung Hoằng ?-384            | 1Tây Yên Tế Bắc Vương Mộ Dung Hoằng ?-384            | 1Tây Yên Tế Bắc Vương Mộ Dung Hoằng ?-384            | 1Tây Yên Tế Bắc Vương Mộ Dung Hoằng ?-384            |  |  | 2Tây Yên Uy Đế Mộ Dung Xung 359-384-386   | 2Tây Yên Uy Đế Mộ Dung Xung 359-384-386   | 2Tây Yên Uy Đế Mộ Dung Xung 359-384-386   | 2Tây Yên Uy Đế Mộ Dung Xung 359-384-386   | 2Tây Yên Uy Đế Mộ Dung Xung 359-384-386   | 2Tây Yên Uy Đế Mộ Dung Xung 359-384-386   |           |  | Yên Hiến Trang Đế Mộ Dung Lệnh ?-370 | Yên Hiến Trang Đế Mộ Dung Lệnh ?-370 | Yên Hiến Trang Đế Mộ Dung Lệnh ?-370 | Yên Hiến Trang Đế Mộ Dung Lệnh ?-370 | Yên Hiến Trang Đế Mộ Dung Lệnh ?-370 | Yên Hiến Trang Đế Mộ Dung Lệnh ?-370 |  |  | 2Hậu Yên Huệ Mẫn Đế Mộ Dung Bảo 355-396-398           | 2Hậu Yên Huệ Mẫn Đế Mộ Dung Bảo 355-396-398           | 2Hậu Yên Huệ Mẫn Đế Mộ Dung Bảo 355-396-398           | 2Hậu Yên Huệ Mẫn Đế Mộ Dung Bảo 355-396-398           | 2Hậu Yên Huệ Mẫn Đế Mộ Dung Bảo 355-396-398           | 2Hậu Yên Huệ Mẫn Đế Mộ Dung Bảo 355-396-398           |  |  | Triệu Vương Mộ Dung Lân ?-397-398   | Triệu Vương Mộ Dung Lân ?-397-398   | Triệu Vương Mộ Dung Lân ?-397-398   | Triệu Vương Mộ Dung Lân ?-397-398   | Triệu Vương Mộ Dung Lân ?-397-398   | Triệu Vương Mộ Dung Lân ?-397-398   |  |  | Khai Phong công Mộ Dung Tường ?-397               | Khai Phong công Mộ Dung Tường ?-397       | Khai Phong công Mộ Dung Tường ?-397       | Khai Phong công Mộ Dung Tường ?-397       | Khai Phong công Mộ Dung Tường ?-397       | Khai Phong công Mộ Dung Tường ?-397       |  |  | 4Hậu Yên Chiêu Văn Đế Mộ Dung Hi 385-401-407 | 4Hậu Yên Chiêu Văn Đế Mộ Dung Hi 385-401-407 | 4Hậu Yên Chiêu Văn Đế Mộ Dung Hi 385-401-407 | 4Hậu Yên Chiêu Văn Đế Mộ Dung Hi 385-401-407 | 4Hậu Yên Chiêu Văn Đế Mộ Dung Hi 385-401-407 | 4Hậu Yên Chiêu Văn Đế Mộ Dung Hi 385-401-407 |  |  | 3Tây Yên Vương Mộ Dung Nghĩ ?-386 | 3Tây Yên Vương Mộ Dung Nghĩ ?-386 | 3Tây Yên Vương Mộ Dung Nghĩ ?-386 | 3Tây Yên Vương Mộ Dung Nghĩ ?-386 | 3Tây Yên Vương Mộ Dung Nghĩ ?-386 | 3Tây Yên Vương Mộ Dung Nghĩ ?-386 |  |  | 2Nam Yên Văn Đế Mộ Dung Siêu 385-405-410 | 2Nam Yên Văn Đế Mộ Dung Siêu 385-405-410 | 2Nam Yên Văn Đế Mộ Dung Siêu 385-405-410 | 2Nam Yên Văn Đế Mộ Dung Siêu 385-405-410 | 2Nam Yên Văn Đế Mộ Dung Siêu 385-405-410 | 2Nam Yên Văn Đế Mộ Dung Siêu 385-405-410 |  |  |                                             |                                             |                                             |                                             |                                             |                                             |  |  |                                        |                                        |                                        |                                        |                                        |                                        |  |  |  |  |  |  |  |  |  |  |  |  |  |  |  |  |  |  |  |  |  |  |  |  |  |  |
| 3Tiền Yên U Đế Mộ Dung Vĩ 350-360-370-384 | 3Tiền Yên U Đế Mộ Dung Vĩ 350-360-370-384 | 3Tiền Yên U Đế Mộ Dung Vĩ 350-360-370-384 | 3Tiền Yên U Đế Mộ Dung Vĩ 350-360-370-384 | 3Tiền Yên U Đế Mộ Dung Vĩ 350-360-370-384 | 3Tiền Yên U Đế Mộ Dung Vĩ 350-360-370-384 |  |  | 1Tây Yên Tế Bắc Vương Mộ Dung Hoằng ?-384            | 1Tây Yên Tế Bắc Vương Mộ Dung Hoằng ?-384            | 1Tây Yên Tế Bắc Vương Mộ Dung Hoằng ?-384            | 1Tây Yên Tế Bắc Vương Mộ Dung Hoằng ?-384            | 1Tây Yên Tế Bắc Vương Mộ Dung Hoằng ?-384            | 1Tây Yên Tế Bắc Vương Mộ Dung Hoằng ?-384            |  |  | 2Tây Yên Uy Đế Mộ Dung Xung 359-384-386   | 2Tây Yên Uy Đế Mộ Dung Xung 359-384-386   | 2Tây Yên Uy Đế Mộ Dung Xung 359-384-386   | 2Tây Yên Uy Đế Mộ Dung Xung 359-384-386   | 2Tây Yên Uy Đế Mộ Dung Xung 359-384-386   | 2Tây Yên Uy Đế Mộ Dung Xung 359-384-386   |           |  | Yên Hiến Trang Đế Mộ Dung Lệnh ?-370 | Yên Hiến Trang Đế Mộ Dung Lệnh ?-370 | Yên Hiến Trang Đế Mộ Dung Lệnh ?-370 | Yên Hiến Trang Đế Mộ Dung Lệnh ?-370 | Yên Hiến Trang Đế Mộ Dung Lệnh ?-370 | Yên Hiến Trang Đế Mộ Dung Lệnh ?-370 |  |  | 2Hậu Yên Huệ Mẫn Đế Mộ Dung Bảo 355-396-398           | 2Hậu Yên Huệ Mẫn Đế Mộ Dung Bảo 355-396-398           | 2Hậu Yên Huệ Mẫn Đế Mộ Dung Bảo 355-396-398           | 2Hậu Yên Huệ Mẫn Đế Mộ Dung Bảo 355-396-398           | 2Hậu Yên Huệ Mẫn Đế Mộ Dung Bảo 355-396-398           | 2Hậu Yên Huệ Mẫn Đế Mộ Dung Bảo 355-396-398           |  |  | Triệu Vương Mộ Dung Lân ?-397-398   | Triệu Vương Mộ Dung Lân ?-397-398   | Triệu Vương Mộ Dung Lân ?-397-398   | Triệu Vương Mộ Dung Lân ?-397-398   | Triệu Vương Mộ Dung Lân ?-397-398   | Triệu Vương Mộ Dung Lân ?-397-398   |  |  | Khai Phong công Mộ Dung Tường ?-397               | Khai Phong công Mộ Dung Tường ?-397       | Khai Phong công Mộ Dung Tường ?-397       | Khai Phong công Mộ Dung Tường ?-397       | Khai Phong công Mộ Dung Tường ?-397       | Khai Phong công Mộ Dung Tường ?-397       |  |  | 4Hậu Yên Chiêu Văn Đế Mộ Dung Hi 385-401-407 | 4Hậu Yên Chiêu Văn Đế Mộ Dung Hi 385-401-407 | 4Hậu Yên Chiêu Văn Đế Mộ Dung Hi 385-401-407 | 4Hậu Yên Chiêu Văn Đế Mộ Dung Hi 385-401-407 | 4Hậu Yên Chiêu Văn Đế Mộ Dung Hi 385-401-407 | 4Hậu Yên Chiêu Văn Đế Mộ Dung Hi 385-401-407 |  |  | 3Tây Yên Vương Mộ Dung Nghĩ ?-386 | 3Tây Yên Vương Mộ Dung Nghĩ ?-386 | 3Tây Yên Vương Mộ Dung Nghĩ ?-386 | 3Tây Yên Vương Mộ Dung Nghĩ ?-386 | 3Tây Yên Vương Mộ Dung Nghĩ ?-386 | 3Tây Yên Vương Mộ Dung Nghĩ ?-386 |  |  | 2Nam Yên Văn Đế Mộ Dung Siêu 385-405-410 | 2Nam Yên Văn Đế Mộ Dung Siêu 385-405-410 | 2Nam Yên Văn Đế Mộ Dung Siêu 385-405-410 | 2Nam Yên Văn Đế Mộ Dung Siêu 385-405-410 | 2Nam Yên Văn Đế Mộ Dung Siêu 385-405-410 | 2Nam Yên Văn Đế Mộ Dung Siêu 385-405-410 |  |  |                                             |                                             |                                             |                                             |                                             |                                             |  |  |                                        |                                        |                                        |                                        |                                        |                                        |  |  |  |  |  |  |  |  |  |  |  |  |  |  |  |  |  |  |  |  |  |  |  |  |  |  |
|                                           |                                           |                                           |                                           |                                           |                                           |  |  |                                                      |                                                      |                                                      |                                                      |                                                      |                                                      |  |  |                                           |                                           |                                           |                                           |                                           |                                           |           |  |                                      |                                      |                                      |                                      |                                      |                                      |  |  |                                                       |                                                       |                                                       |                                                       |                                                       |                                                       |  |  |                                     |                                     |                                     |                                     |                                     |                                     |  |  |                                                   |                                           |                                           |                                           |                                           |                                           |  |  |                                              |                                              |                                              |                                              |                                              |                                              |  |  |                                   |                                   |                                   |                                   |                                   |                                   |  |  |                                          |                                          |                                          |                                          |                                          |                                          |  |  |                                             |                                             |                                             |                                             |                                             |                                             |  |  |                                        |                                        |                                        |                                        |                                        |                                        |  |  |  |  |  |  |  |  |  |  |  |  |  |  |  |  |  |  |  |  |  |  |  |  |  |  |
|                                           |                                           |                                           |                                           |                                           |                                           |  |  | 5Tây Yên Đế Mộ Dung Trung ?-386                      | 5Tây Yên Đế Mộ Dung Trung ?-386                      | 5Tây Yên Đế Mộ Dung Trung ?-386                      | 5Tây Yên Đế Mộ Dung Trung ?-386                      | 5Tây Yên Đế Mộ Dung Trung ?-386                      | 5Tây Yên Đế Mộ Dung Trung ?-386                      |  |  | 4Tây Yên Đế Mộ Dung Dao ?-386             | 4Tây Yên Đế Mộ Dung Dao ?-386             | 4Tây Yên Đế Mộ Dung Dao ?-386             | 4Tây Yên Đế Mộ Dung Dao ?-386             | 4Tây Yên Đế Mộ Dung Dao ?-386             | 4Tây Yên Đế Mộ Dung Dao ?-386             |           |  |                                      |                                      |                                      |                                      |                                      |                                      |  |  | 3Hậu Yên Chiêu Vũ Đế Mộ Dung Thịnh 373-398-401        | 3Hậu Yên Chiêu Vũ Đế Mộ Dung Thịnh 373-398-401        | 3Hậu Yên Chiêu Vũ Đế Mộ Dung Thịnh 373-398-401        | 3Hậu Yên Chiêu Vũ Đế Mộ Dung Thịnh 373-398-401        | 3Hậu Yên Chiêu Vũ Đế Mộ Dung Thịnh 373-398-401        | 3Hậu Yên Chiêu Vũ Đế Mộ Dung Thịnh 373-398-401        |  |  | 1Bắc Yên Huệ Ý Đế Cao Vân ?-407-409 | 1Bắc Yên Huệ Ý Đế Cao Vân ?-407-409 | 1Bắc Yên Huệ Ý Đế Cao Vân ?-407-409 | 1Bắc Yên Huệ Ý Đế Cao Vân ?-407-409 | 1Bắc Yên Huệ Ý Đế Cao Vân ?-407-409 | 1Bắc Yên Huệ Ý Đế Cao Vân ?-407-409 |  |  | 2Bắc Yên Văn Thành Đế Phùng Bạt ?-409-430         | 2Bắc Yên Văn Thành Đế Phùng Bạt ?-409-430 | 2Bắc Yên Văn Thành Đế Phùng Bạt ?-409-430 | 2Bắc Yên Văn Thành Đế Phùng Bạt ?-409-430 | 2Bắc Yên Văn Thành Đế Phùng Bạt ?-409-430 | 2Bắc Yên Văn Thành Đế Phùng Bạt ?-409-430 |  |  |                                              |                                              |                                              |                                              |                                              |                                              |  |  |                                   |                                   |                                   |                                   |                                   |                                   |  |  |                                          |                                          |                                          |                                          |                                          |                                          |  |  |                                             |                                             |                                             |                                             |                                             |                                             |  |  |                                        |                                        |                                        |                                        |                                        |                                        |  |  |  |  |  |  |  |  |  |  |  |  |  |  |  |  |  |  |  |  |  |  |  |  |  |  |
|                                           |                                           |                                           |                                           |                                           |                                           |  |  | 5Tây Yên Đế Mộ Dung Trung ?-386                      | 5Tây Yên Đế Mộ Dung Trung ?-386                      | 5Tây Yên Đế Mộ Dung Trung ?-386                      | 5Tây Yên Đế Mộ Dung Trung ?-386                      | 5Tây Yên Đế Mộ Dung Trung ?-386                      | 5Tây Yên Đế Mộ Dung Trung ?-386                      |  |  | 4Tây Yên Đế Mộ Dung Dao ?-386             | 4Tây Yên Đế Mộ Dung Dao ?-386             | 4Tây Yên Đế Mộ Dung Dao ?-386             | 4Tây Yên Đế Mộ Dung Dao ?-386             | 4Tây Yên Đế Mộ Dung Dao ?-386             | 4Tây Yên Đế Mộ Dung Dao ?-386             |           |  |                                      |                                      |                                      |                                      |                                      |                                      |  |  | 3Hậu Yên Chiêu Vũ Đế Mộ Dung Thịnh 373-398-401        | 3Hậu Yên Chiêu Vũ Đế Mộ Dung Thịnh 373-398-401        | 3Hậu Yên Chiêu Vũ Đế Mộ Dung Thịnh 373-398-401        | 3Hậu Yên Chiêu Vũ Đế Mộ Dung Thịnh 373-398-401        | 3Hậu Yên Chiêu Vũ Đế Mộ Dung Thịnh 373-398-401        | 3Hậu Yên Chiêu Vũ Đế Mộ Dung Thịnh 373-398-401        |  |  | 1Bắc Yên Huệ Ý Đế Cao Vân ?-407-409 | 1Bắc Yên Huệ Ý Đế Cao Vân ?-407-409 | 1Bắc Yên Huệ Ý Đế Cao Vân ?-407-409 | 1Bắc Yên Huệ Ý Đế Cao Vân ?-407-409 | 1Bắc Yên Huệ Ý Đế Cao Vân ?-407-409 | 1Bắc Yên Huệ Ý Đế Cao Vân ?-407-409 |  |  | 2Bắc Yên Văn Thành Đế Phùng Bạt ?-409-430         | 2Bắc Yên Văn Thành Đế Phùng Bạt ?-409-430 | 2Bắc Yên Văn Thành Đế Phùng Bạt ?-409-430 | 2Bắc Yên Văn Thành Đế Phùng Bạt ?-409-430 | 2Bắc Yên Văn Thành Đế Phùng Bạt ?-409-430 | 2Bắc Yên Văn Thành Đế Phùng Bạt ?-409-430 |  |  |                                              |                                              |                                              |                                              |                                              |                                              |  |  |                                   |                                   |                                   |                                   |                                   |                                   |  |  |                                          |                                          |                                          |                                          |                                          |                                          |  |  |                                             |                                             |                                             |                                             |                                             |                                             |  |  |                                        |                                        |                                        |                                        |                                        |                                        |  |  |  |  |  |  |  |  |  |  |  |  |  |  |  |  |  |  |  |  |  |  |  |  |  |  |
|                                           |                                           |                                           |                                           |                                           |                                           |  |  |                                                      |                                                      |                                                      |                                                      |                                                      |                                                      |  |  |                                           |                                           |                                           |                                           |                                           |                                           |           |  |                                      |                                      |                                      |                                      |                                      |                                      |  |  |                                                       |                                                       |                                                       |                                                       |                                                       |                                                       |  |  |                                     |                                     |                                     |                                     |                                     |                                     |  |  | 1Bắc Yên Chiêu Thành Đế Phùng Hoằng ?-430-436-438 |                                           |                                           |                                           |                                           |                                           |  |  |                                              |                                              |                                              |                                              |                                              |                                              |  |  |                                   |                                   |                                   |                                   |                                   |                                   |  |  |                                          |                                          |                                          |                                          |                                          |                                          |  |  |                                             |                                             |                                             |                                             |                                             |                                             |  |  |                                        |                                        |                                        |                                        |                                        |                                        |  |  |  |  |  |  |  |  |  |  |  |  |  |  |  |  |  |  |  |  |  |  |  |  |  |  |

- Thế Tổ Vũ Thành Đế Mộ Dung Thùy (384-396), niên hiệu Yên Nguyên, Kiến Hưng
- Liệt Tông Huệ Mẫn Đế Mộ Dung Bảo (396-398), niên hiệu Vĩnh Khang
- Khai Phong Công Mộ Dung Tường (397)
- Triệu Vương Mộ Dung Lân (398)
- Trung Tông Chiêu Vũ Đế Mộ Dung Thịnh (398-401), niên hiệu Kiến Bình, Trường Lạc
- Chiêu Văn Đế Mộ Dung Hy (401 - 407), niên hiệu Quang Thủy, Kiến Thủy